# DIDO 2
DIDO 2 (nach dem berühmten Chemieingenieur auch Chen Jiayong 1 bzw. 陈家镛一号 genannt) ist ein Cubesat (Kleinsatellit), der von der israelisch-schweizerischen SpacePharma SA mit Sitz in Courgenay betrieben wird. Er hat die Aufgabe, Experimente unter den Bedingungen der Mikrogravitation durchzuführen.

## Ausstattung
DIDO 2 beherbergt ein vom Institut für Verfahrenstechnik und dem Institut für Mechanik der Chinesischen Akademie der Wissenschaften entwickeltes Kleinlabor für Experimente zu Mehrphasenströmung und Stoffaustausch. Der Satellit selbst wurde von der Spacety GmbH aus Changsha gebaut, besitzt das 3U-Format und wiegt zusammen mit der Nutzlast etwa 4 kg.

## Missionsverlauf
Der Start von DIDO 2 war ursprünglich auf einer Dnepr-Rakete vorgesehen. Als es Zweifel gab, ob die Dnepr zur Verfügung stehen würde, wurde der Satellit auf eine indische Trägerrakete umgebucht. Am 15. Februar 2017 wurde DIDO 2 zusammen mit 103 weiteren Satelliten mit einer PSLV-XL vom Satish Dhawan Space Centre auf der Insel Sriharikota in eine um 97,5° zum Äquator geneigte Polarbahn von 496 × 508 km gebracht. Mit an Bord waren die Satelliten Cartosat 2D, INS 1A und INS 1B, Flock 3P 1-88, Lemur 2 22-29, PEASSS, BGUSat, Al-Farabi 1 und Nayif 1. Dieser Start hielt bis 2021 den Weltrekord für die am meisten gestarteten Satelliten auf einmal.